# Michel Crépeau
Pour les articles homonymes, voir Crépeau.
Michel Crépeau, né le 30 octobre 1930 à Fontenay-le-Comte (Vendée) et mort le 30 mars 1999 à Paris dans le 14e arrondissement, est un avocat et homme politique français. Il est maire de La Rochelle de 1971 jusqu'à sa mort, et plusieurs fois ministre de 1981 à 1986. Candidat à l’élection présidentielle de 1981 pour le Parti radical de gauche, il obtient 2,21 % des suffrages exprimés.

## Biographie

### Jeunesse
Michel Édouard Jean Crépeau est le fils d'Édouard Crépeau, instituteur puis inspecteur à l'Éducation nationale, et de Marcelle Pastureau. Son père était un républicain et anticlérical (« Vendée bleue ») tandis que sa mère était de tradition monarchiste et catholique (« Vendée blanche »).

### Études
Michel Crépeau suit une scolarité au lycée Pierre-Loti de Rochefort puis s'inscrit à la Faculté de droit de Bordeaux, dont il sort diplômé d'études supérieures de droit privé et d'histoire du droit. En 1955, il est avocat au barreau de La Rochelle.

### Carrière politique
Il fait ses premiers pas en politique en 1958. En 1967, il est élu conseiller général dans le canton de La Rochelle-Ouest. En 1968, il rate de justesse le siège de député, face à André Salardaine. Il commence alors à constituer une équipe en vue des élections suivantes.
En mars 1971, il remporte les élections municipales et est élu maire de La Rochelle, fonction qu'il occupera jusqu'à sa mort. Il prend alors de nombreuses initiatives dans les domaines de l'environnement, de l'urbanisme et de la culture. Il bloque les constructions sur le littoral, étend les espaces verts, met en place un service de recyclage des déchets (tri sélectif) en 1974, inaugure le premier secteur piétonnier de France en 1975, et un libre-service gratuit de 400 vélos jaunes en 1976 (soit près de trente ans avant le Vélib' de Paris).
En 1972, il participe à la création du Mouvement des radicaux de gauche (MRG), à la suite de la scission du Parti radical. Il en est le président entre 1978 et 1981, et le candidat à l’élection présidentielle de 1981, où il obtient 642 847 voix, soit 2,21 % des suffrages exprimés.
En 1981, il est ministre de l'Environnement dans le gouvernement de Pierre Mauroy. En 1983, il est nommé ministre du Commerce et de l'Artisanat. Son portefeuille est étendu au Tourisme dans le gouvernement de Laurent Fabius en 1984. Il contribue en 1982 au vote de la France pour la Charte mondiale de la nature à l'Assemblée générale des Nations unies, texte ambitieux qui préfigure les sommets de la Terre de 1992 et 2002. En 1985, il fait voter par le Parlement la loi créant l'EURL (entreprise unipersonnelle à responsabilité limitée), texte préparé par Jacques Graindorge, directeur de l'artisanat de son ministère, avec qui il crée les chambres régionales des métiers et de l'artisanat et la Fondexpa. Il ouvre l'apprentissage aux niveaux de formation supérieure.
En 1984, il confie à Jean-Louis Foulquier la création du festival des Francofolies.
En février 1986, il succède à Robert Badinter, nommé président du Conseil constitutionnel, au poste de garde des sceaux, avec cette déclaration : « on ne remplace pas Robert Badinter, on lui succède ». Il n'y restera toutefois qu'un peu moins d'un mois, et aura ce mot : « J'ai été avocat pendant 28 ans et Garde des Sceaux pendant 28 jours. Si je suis le seul ministre de la Justice à ne pas avoir commis d'erreur, c'est parce que je n'ai pas eu le temps ».
En 1992, il pose la première pierre de l'université de La Rochelle aux côtés de François Mitterrand et Helmut Kohl, à l'occasion du sommet de La Rochelle. Plus tard, il lance la construction du Technoforum, du Palais des congrès, et fait déplacer le port de pêche à Chef de Baie. En 1995, il met en place un réseau de location de voitures électriques.
Il est élu député de la Charente-Maritime en juin 1997 et devient président du groupe parlementaire Radical-citoyen-vert (RCV).
Le 23 mars 1999, il est victime d'un arrêt cardiaque en pleine séance parlementaire des questions au Gouvernement, peu après avoir posé une question à Dominique Strauss-Kahn qui était en train de lui répondre. L’Assemblée n’étant pas équipée en défibrillateurs, c’est Philippe Douste-Blazy, cardiologue de profession et présent en séance, qui le réanime. Il mourra le 30 mars 1999 à l'hôpital. Il avait 68 ans.
Ses obsèques ont eu lieu le 1er avril 1999 à la cathédrale Saint-Louis de La Rochelle, il a ensuite été enterré au cimetière du quartier de Saint-Maurice à La Rochelle.
Maxime Bono va alors donner à la nouvelle médiathèque le nom de son prédécesseur.

### Collaborateurs ministériels de Michel Crépeau
- Jean-Daniel Tordjman, directeur de cabinet
- Catherine Barbaroux, directrice de cabinet
- Christophe Guillemin, conseiller technique
- Catherine Guitton, chef de cabinet
- Jacques Graindorge, directeur de l'artisanat
- Jacques Bonacossa, directeur du commerce intérieur[7][source insuffisante]

## Mandats et fonctions politiques

### Fonctions ministérielles
- Du 22 mai 1981 au 22 mars 1983 : ministre de l'Environnement
- Du 22 mars 1983 au 17 juillet 1984 : ministre du Commerce et de l'Artisanat
- Du 19 juillet 1984 au 19 février 1986 : ministre du Commerce, de l'Artisanat et du Tourisme
- Du 19 février 1986 au 19 mars 1986 : garde des Sceaux et ministre de la Justice

### Mandats politiques nationaux
- Du 11 mars 1973 au 2 avril 1978 : député de la première circonscription de la Charente-Maritime (MRG)
- Du 19 mars 1978 au 22 mai 1981 : député de la première circonscription de la Charente-Maritime
- Du 21 juin 1981 au 24 juillet 1981 : député de la première circonscription de la Charente-Maritime
- Du 16 mars 1986 au 14 mai 1988 : député de la Charente-Maritime
- Du 12 juin 1988 au 1er avril 1993 : député de la première circonscription de la Charente-Maritime
- Du1er juin 1997 au 30 mars 1999 : député de la première circonscription de la Charente-Maritime (PRG, président du groupe radical, citoyen et vert)

### Mandats politiques locaux

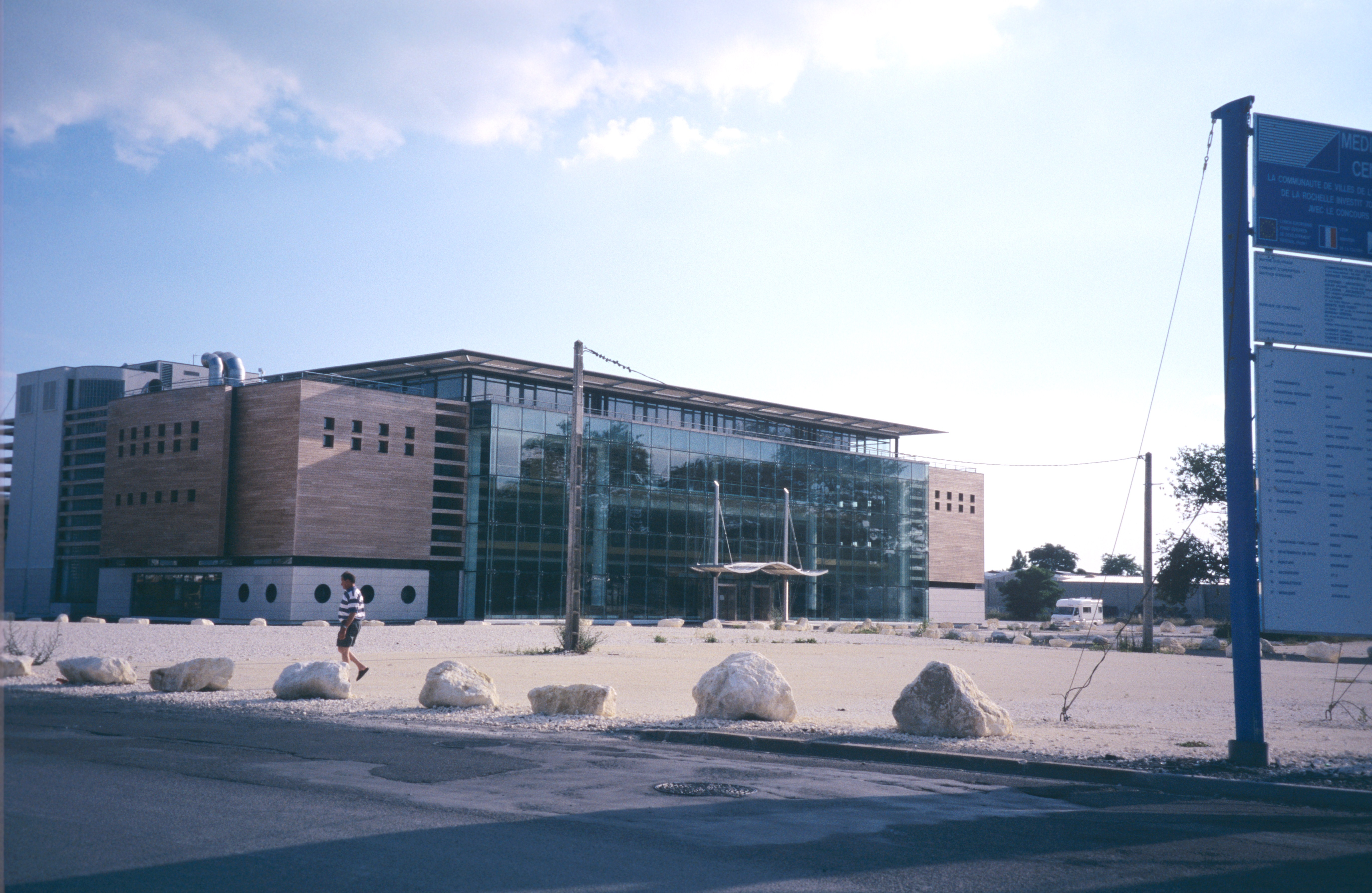
La Médiathèque Michel-Crépeau est la médiathèque de La Rochelle et en même temps la plus importante de la communauté d'agglomération de La Rochelle. Cette photographie a été prise avant la construction des immeubles situés de chaque côté de la médiathèque.

- De 1971 à 1999 : maire (PRG) de La Rochelle

## Synthèse des résultats électoraux

### Élection présidentielle
| Année | Parti | Parti | 1er tour | 1er tour | 1er tour | 1er tour |
| Année | Parti | Parti | Voix     | %        | Rang     | Issue    |
| ----- | ----- | ----- | -------- | -------- | -------- | -------- |
| 1981  |       | MRG   | 642 847  | 2,21     | 7e       | Éliminé  |

## Ouvrages de Michel Crépeau
- 1981 : L'avenir en face
- 2000 : Les chemins ardus du bonheur, Rupella (à titre posthume)